# Jonathan Weaver
Jonathan Weaver (* 20. Januar 1977 in Sunderland, England) ist ein britischer Eishockeyspieler, der seit 2014 bei den Telford Tigers in der National Ice Hockey League unter Vertrag steht.

## Karriere
Jonathan Weaver begann seine Karriere als Eishockeyspieler bei den Durham Wasps, wo er schon als 15-Jähriger in der British Hockey League, der damals höchsten britischen Spielklasse, debütierte. Nachdem sich die Wespen 1996 auflösten, wechselte er zu den Newcastle Cobras, mit denen er in der Ice Hockey Superleague, nunmehr die höchste britische Spielklasse, antrat. Nach zwei Jahren in Newcastle wechselte er zum Ligakonkurrenten Manchester Storm, mit denen er die Superleague-Hauptrunde 1999 gewinnen konnte. Auch die folgende Spielzeit begann er in Manchester wechselte aber bereits kurz nach Saisonbeginn in die Vereinigten Staaten, wo er für die Detroit Vipers in der International Hockey League und für die Mississippi Sea Wolves in der East Coast Hockey League spielte. Bereits 2000 kehrte er aber noch Großbritannien zurück und schloss sich dem Superleague-Klub Ayr Scottish Eagles an, mit dem er 2002 den Challenge Cup gewann. Nachdem die Eagles nach wenigen Spieltagen im Herbst 2002 aus finanziellen Gründen den Spielbetrieb einstellen mussten, wechselte er in die zweitklassige British National League, wo er zunächst für Hull Thunder und dann bei den Fife Flyers spielte. 2013 kehrte er nach Newcastle zurück und spielte bei den dortigen Vipers jeweils zwei Jahre in der BNL und in der Elite Ice Hockey League, deren Playoffs er mit seinem Team 2006 gewinnen konnte. Von 2007 bis 2012 stand Weaver bei Coventry Blaze auf dem Eis. Mit dem Team aus den West Midlands wurde er 2008 und 2010 als Hauptrundensieger der EIHL britischer Meister. 2008 wurde auch der Knockout-Cup gewonnen. Nach zwei Jahren bei den Nottingham Panthers, mit denen 2013 erneut britischer Meister wurde und zudem auch die EIHL-Playoffs und den Challenge Cup gewann, der auch 2014 gewonnen werden konnte, wechselte er zu den Telford Tigers in die zweitklassige English Premier Ice Hockey League. Mit den Tigern konnte er 2015 und 2017 die EPIHL und 2015 auch deren Pokalwettbewerb gewinnen. 2018 gelang der Playoff-Sieg in der Nordstaffel der inzwischen National Ice Hockey League genannten Liga. 2020 und 2022 gewann er mit den Telford Tigers erneut den Gesamtwettbewerb der National Ice Hockey League und 2020 auch deren Pokalwettbewerb.
Neben vielen anderen persönlichen Auszeichnungen wurde er 2006, 2007, 2008, 2009, 2010 und 2013 zum besten britischen Abwehrspieler gewählt. 2015 wurde er in das First All-Star-Team der English Premier Ice Hockey League gewählt.

### International
Für Großbritannien nahm Weaver im Juniorenbereich an den U20-C-Weltmeisterschaften 1995, 1996 und 1997 teil. 
Im Seniorenbereich stand er im Aufgebot seines Landes bei den B-Weltmeisterschaften 1998 und 1999 sowie nach Umstellung auf das heutige Divisionssystem an den Weltmeisterschaften der Division I 2001, 2002, 2003, als er die beste Plus/Minus-Bilanz des Turniers erreichte, 2005, 2006, 2007, 2008, als er Topscorer unter den Abwehrspielern des Turniers war, 2009, 2010, 2011, als er bester Torvorbereiter des Turniers und gemeinsam mit dem Ukrainer Oleh Schafarenko zweitbester Scorer hinter dessen Landsmann Oleksandr Materuchin war, 2013, 2014, 2015, 2016 und 2017. 2011 erzielte er beim abschließenden 3:2-Erfolg gegen Polen den Ausgleich zum 1:1 und hielt damit die Hoffnung auf den ersten Aufstieg in die Top-Division seit dem Abstieg 1994 aufrecht. Am Ende scheiterten die Briten jedoch an Kasachstan, da die Asiaten ihr letztes Spiel gegen die Ukraine nach einem 1:2-Rückstand noch drehen konnten. Zudem nahm Weaver für Großbritannien an der Qualifikation für die Olympischen Winterspiele in Vancouver 2010 und in Sotschi 2014 teil.

## Erfolge und Auszeichnungen
- 1999 Hauptrundensieger der Ice Hockey Superleague mit Manchester Storm
- 2002 Challenge-Cup-Sieger mit den Ayr Scottish Eagles
- 2006 Playoff-Meister der Elite Ice Hockey League mit den Newcastle Vipers
- 2006 Bester britischer Verteidiger und Topscorer, Torschützenkönig und bester Vorbereiter unter den Abwehrspielern der EIHL
- 2007 Bester britischer Verteidiger und Topscorer und bester Vorbereiter unter den Abwehrspielern der EIHL
- 2008 Britischer Meister und Knockout-Cup-Sieger mit Coventry Blaze
- 2008 Bester britischer Verteidiger und bester Vorbereiter unter den Abwehrspielern der EIHL
- 2009 Bester britischer Verteidiger und Topscorer unter den Abwehrspielern der EIHL
- 2010 Britischer Meister mit Coventry Blaze
- 2010 Bester britischer Verteidiger und Topscorer und bester Vorbereiter unter den Abwehrspielern der EIHL
- 2013 Britischer Meister, EIHL Playoff-Meister und Challenge-Cup-Sieger mit den Nottingham Panthers
- 2013 Bester britischer Verteidiger
- 2014 Challenge-Cup-Sieger mit den Nottingham Panthers
- 2015 Gewinn der English Premier Ice Hockey League und des EPIHL-Cups mit den Telford Tigers
- 2015 Topscorer unter den Abwehrspielern und Mitglied des First All-Star-Teams der EPIHL
- 2017 Gewinn der English Premier Ice Hockey League mit den Telford Tigers
- 2018 Playoff-Sieg der Nordstaffel der National Ice Hockey League mit den Telford Tigers
- 2020 Gewinn der National Ice Hockey League und des NIHL-Cups mit den Telford Tigers
- 2022 Gewinn der National Ice Hockey League mit den Telford Tigers

### International
- 2003 Beste Plus/Minus-Bilanz der Weltmeisterschaft der Division I, Gruppe B
- 2011 Bester Torvorbereiter der Weltmeisterschaft der Division I, Gruppe B
- 2017 Aufstieg in die Division I, Gruppe A bei der Weltmeisterschaft der Division I, Gruppe B

## Statistik
(Stand: Ende der Saison 2013/14)